# Diamond Dave
Diamond Dave es el sexto álbum de estudio de David Lee Roth, vocalista de la agrupación Van Halen, publicado en el 2003 por el sello Magna Carta. Se compone en su mayoría de versiones de canciones clásicas de blues y hard rock.

## Lista de canciones
1. "You Got The Blues, Not Me..." – 3:17
2. "Made Up My Mind" – 3:00
3. "Stay While the Night is Young" – 3:43
4. "Shoo Bop" – 5:11
5. "She's Looking Good" – 2:50
6. "Soul Kitchen" – 4:32
7. "If 6 Was 9" – 3:32
8. "Tomorrow Never Knows" – 3:49
9. "Medicine Man" – 1:12
10. "Let It Out" – 2:25
11. "Thug Pop" – 3:35
12. "Act One" – 1:34
13. "Ice Cream Man" – 3:23
14. "Bad Habits" – 3:44